# Brandis Raley-Ross
Brandis Raley-Ross (Charlotte, 6 febbraio 1987) è un cestista statunitense.

## Palmarès
- Campionato montenegrino: 1

Mornar Bar: 2017-18
- Coppa di Estonia: 2

Tallinna Kalev: 2012
Rakvere Tarvas: 2015
- Coppa di Bulgaria: 1

Beroe: 2017
- Lega Balcanica: 1

Beroe: 2016-17